# Swing Out Sister
Swing Out Sister ist eine britische Musikgruppe, deren Stil dem Sophisti-Pop, einer Unterkategorie des Smooth Jazz, zugeordnet wird. Ihren größten Erfolg hatte die Gruppe 1986/87 mit den Singles Breakout und Surrender, die in Großbritannien Top-10-Hits waren. Seit 1997 ist die Band besonders in Japan erfolgreich.

## Bandgeschichte
Die Gruppe, die aktuell ein Duo ist, begann 1985 als Trio. Ihre Gründer sind Andy Connell (Keyboards) und Martin Jackson (Schlagzeug). Etwas später stieß die gelernte Modedesignerin Corinne Drewery als Sängerin zu ihnen. Der Bandname leitet sich vom Film Swing Out, Sister aus dem Jahr 1945 ab. Später erläuterten die Bandmitglieder, dass dieser Name gewählt wurde, weil sie alle den Film hassten.
Ihre erste Single mit dem Titel Blue Mood konnte sich im November 1985 nicht in den Charts platzieren, doch mit ihrem Debütalbum It’s Better To Travel eroberten sich Swing Out Sister eine bis heute feste Fangemeinde in Großbritannien. Besonders die beiden Singleauskopplungen Breakout und Surrender trugen dazu bei. Sie erreichten beide die britischen Top Ten, Breakout zusätzlich auch Platz 6 in den US-Pop-Charts. Das von Paul Staveley O’Duffy produzierte Album erschien Mitte 1987 und kletterte bis auf Platz 1 in Großbritannien.
Swing Out Sister waren 1988 für den Grammy in den Sparten „Best New Artist“ und „Best Pop Vocal Performance by a Group or Duo“ für Breakout nominiert.
Während der Studioaufnahmen zum Album Kaleidoscope World, 1989, verließ das Gründungsmitglied Martin Jackson die Gruppe, um mit Frank Zappa zusammenzuarbeiten. Obwohl auf dem Album noch Danksagungen an den Co-Autoren Jackson vermerkt waren, wurde speziell darauf hingewiesen, dass Swing Out Sister das Duo Corinne Drewery & Andy Connell sind, was sich seit dieser Zeit nicht änderte. Das Album selbst zeigte einen neuen weiter reichenden Aspekt der musikalischen Bandbreite der Gruppe, was von der Öffentlichkeit teilweise kritisiert wurde. Während It’s Better To Travel eher im Bereich Jazz/Elektropop einzuordnen war, war Kaleidoscope World eher eine Besinnung auf Retro-musikalische Quellen im Bereich des Easy Listening. Die Gruppe integrierte ein Orchester in ihren Sound, das ihn wesentlich reichhaltiger und voluminöser erklingen ließ. Die Singleauskopplungen You On My Mind, Waiting Game, Where in the World und Forever Blue erhielten aber nur mittlere Chart-Platzierungen.
Die Rückbesinnung auf althergebrachte Kompositionstraditionen setzte sich im dritten Album Get In Touch With Yourself im Jahr 1992 weiter fort. Einflüsse der 1960er/1970er Jahre waren besonders in den Tanzrhythmen spürbar, was in der Cover-Version des Dusty Springfield Hits Am I The Same Girl? gipfelte. Neben den bekannten Jazz-Einflüssen traten hier auch erstmals Soul-Elemente auf. Die Single erreichte zwar nur Platz 48 in den US-Pop-Charts, war jedoch Nummer 1 in den Adult Contemporary Top Ten.
Im September 1994 erschien das vierte Album The Living Return, dessen Kompositionen sich vielfach aus Studio-Jam-Sessions ergaben. Die Single-Auskopplung La La (Means I Love You), ein Cover des gleichnamigen Delfonics-Hits von 1969, war Bestandteil des Soundtracks von Vier Hochzeiten und ein Todesfall. Swing Out Sister bestand mittlerweile neben dem Duo-Kern Drewery/Connell aus weiteren acht Musikern mit dem neuen Produzenten Ray Hayden. Diese Aufstockung zeigte ihren durchschlagenden Erfolg bei einer Live-Tour durch Japan und brachte der Band dort ihren Durchbruch. Das daraus resultierende Album Live at the Jazz Cafe wurde aber nur in Japan veröffentlicht.
Obwohl die ersten veröffentlichten Alben in den westlichen Charts hohe Notierungen vorweisen konnten, verlagerte sich die Popularität der Gruppe nun nach Japan. Neben zahlreichen Live-Auftritten war dafür die aus dem fünften Album Shapes and Patterns (zunächst nur in Japan veröffentlicht) ausgekoppelte Single Now You're Not Here verantwortlich. Sie wurde als Titelmusik für eine beliebte japanische Fernsehsendung ausgewählt und erhielt den japanischen Grand-Prix-Preis als beste ausländische Single des Jahres 1997. Das Album, bei dessen Aufnahme erstmals auch japanische Musiker beteiligt waren, wurde 1998 auch in Europa und den USA veröffentlicht.
Das einzige bisher nur in Japan herausgegebene Album war im März 1999 Filth and Dreams. Hier spielt die Band stringentere Jazzlinien als auf den vorherigen Alben und es ist in der Gesamtstimmung deutlich zurückgenommener.
Auf dem siebten Album Somewhere Deep in the Night setzte die Gruppe den eingeschlagenen Weg des Vorläuferalbums fort. Es wurde 2000/2001 in Frankreich aufgenommen und im Mai 2001 zuerst wiederum in Japan veröffentlicht. O’Duffy, der wieder als Produzent zeichnete, war diesmal auch als Backgroundsänger und Co-Autor beteiligt. Erweiterte Stringarrangements und Bläsereinsätze, vor allem in den Instrumentalstücken, lassen eine mehr melancholische Stimmung aufkommen. Kritiker sprachen auch von einer eher düsteren Gesamtstimmung des Werks.
Laut dem GQ-Magazin handelt es sich beim achten Album Where Our Love Grows um die bisher beste Veröffentlichung der Band bis heute. Wieder fand die Ersteinführung der CD am 28. April 2004 in Japan statt. Das Album zeigt eine Rückkehr zu den alten Retrosounds des Easy Listening, einer Fusion aus Jazz/Soul und R&B und neuem Latin-Einfluss.
Die Gruppe tritt live meistens in Sextettbesetzung mit dem Gitarristen Tim Cansfield, der Sängerin Gina Foster, dem Kontrabassisten Dan Swanö und der Perkussionistin Jody Linscott auf.

## Diskografie

### Studioalben
| Jahr | Titel                      | Höchstplatzierung, Gesamtwochen, AuszeichnungChartplatzierungen (Jahr, Titel, Platzierungen, Wochen, Auszeichnungen, Anmerkungen) | Höchstplatzierung, Gesamtwochen, AuszeichnungChartplatzierungen (Jahr, Titel, Platzierungen, Wochen, Auszeichnungen, Anmerkungen) | Höchstplatzierung, Gesamtwochen, AuszeichnungChartplatzierungen (Jahr, Titel, Platzierungen, Wochen, Auszeichnungen, Anmerkungen) | Höchstplatzierung, Gesamtwochen, AuszeichnungChartplatzierungen (Jahr, Titel, Platzierungen, Wochen, Auszeichnungen, Anmerkungen) | Höchstplatzierung, Gesamtwochen, AuszeichnungChartplatzierungen (Jahr, Titel, Platzierungen, Wochen, Auszeichnungen, Anmerkungen) | Anmerkungen                    |
| Jahr | Titel                      | DE | AT | CH | UK | US | Anmerkungen                    |
| ---- | -------------------------- | --- | --- | --- | --- | --- | ------------------------------ |
| 1987 | It’s Better to Travel      | DE15 (15 Wo.)DE | — | CH17 (5 Wo.)CH | UK1 Platin · (21 Wo.)UK | US40 Gold · (43 Wo.)US | Erstveröffentlichung: Mai 1987 |
| 1989 | Kaleidoscope World         | DE40 (12 Wo.)DE | — | — | UK9 Gold · (11 Wo.)UK | US61 (19 Wo.)US | Erstveröffentlichung: Mai 1989 |
| 1992 | Get in Touch with Yourself | — | — | — | UK27 (4 Wo.)UK | US113 (11 Wo.)US | Erstveröffentlichung: Mai 1992 |

Weitere Studioalben
- 1994: The Living Return
- 1997: Shapes and Patterns
- 1999: Filth and Dreams
- 2002: Somewhere Deep in the Night
- 2004: Where Our Love Grows
- 2008: Beautiful Mess
- 2010: Private View
- 2017: Almost Persuaded

### Livealben
- 1993: Live at the Jazz Café
- 2005: Live in Tokyo
- 2023: From Manchester With Love - Chansons En Français

### Kompilationen
- 1992: Swing Out Singles
- 1996: Best of
- 1991: Splendid Collection
- 2001: The Millennium Collection
- 2001: Breakout
- 2002: Cafe Orange – The Best of
- 2003: The Ultimate Collection
- 2014: The Essential Swing Out Sister
- 2015: Rushes (Kein offizielles Album. Die CD enthält das unfertige Material ihres kommenden, per Crowdfunding finanzierten Albums Almost Persuaded. Die CD wurde nur an Geldgeber verschickt.)

### Soundtracks
- 2009: Les Étrangers (Soundtrack)

### Singles
| Jahr | Titel Album                                   | Höchstplatzierung, Gesamtwochen, AuszeichnungChartplatzierungen (Jahr, Titel, Album, Platzierungen, Wochen, Auszeichnungen, Anmerkungen) | Höchstplatzierung, Gesamtwochen, AuszeichnungChartplatzierungen (Jahr, Titel, Album, Platzierungen, Wochen, Auszeichnungen, Anmerkungen) | Höchstplatzierung, Gesamtwochen, AuszeichnungChartplatzierungen (Jahr, Titel, Album, Platzierungen, Wochen, Auszeichnungen, Anmerkungen) | Höchstplatzierung, Gesamtwochen, AuszeichnungChartplatzierungen (Jahr, Titel, Album, Platzierungen, Wochen, Auszeichnungen, Anmerkungen) | Höchstplatzierung, Gesamtwochen, AuszeichnungChartplatzierungen (Jahr, Titel, Album, Platzierungen, Wochen, Auszeichnungen, Anmerkungen) | Anmerkungen                         |
| Jahr | Titel Album                                   | DE | AT | CH | UK | US | Anmerkungen                         |
| ---- | --------------------------------------------- | --- | --- | --- | --- | --- | ----------------------------------- |
| 1986 | Breakout It’s Better to Travel                | DE27 (11 Wo.)DE | — | — | UK4 Silber · (16 Wo.)UK | US6 (23 Wo.)US | Erstveröffentlichung: Oktober 1986  |
| 1987 | Surrender It’s Better to Travel               | DE48 (10 Wo.)DE | — | — | UK7 (8 Wo.)UK | — | Erstveröffentlichung: Januar 1987   |
| 1987 | Twilight World It’s Better to Travel          | — | — | — | UK32 (6 Wo.)UK | US31 (15 Wo.)US | Erstveröffentlichung: April 1987    |
| 1987 | Fooled by a Smile It’s Better to Travel       | — | — | — | UK43 (4 Wo.)UK | — | Erstveröffentlichung: Juni 1987     |
| 1989 | You on My Mind Kaleidoscope World             | DE51 (5 Wo.)DE | — | — | UK28 (9 Wo.)UK | — | Erstveröffentlichung: Februar 1989  |
| 1989 | Waiting Game Kaleidoscope World               | — | — | — | — | US86 (4 Wo.)US | Erstveröffentlichung: Mai 1989      |
| 1989 | Where in the World Kaleidoscope World         | — | — | — | UK47 (5 Wo.)UK | — | Erstveröffentlichung: Juli 1989     |
| 1989 | Forever Blue Kaleidoscope World               | — | — | — | UK80 (2 Wo.)UK | — | Erstveröffentlichung: November 1989 |
| 1992 | Am I the Same Girl Get in Touch with Yourself | DE53 (10 Wo.)DE | — | — | UK21 (6 Wo.)UK | US45 (12 Wo.)US | Erstveröffentlichung: April 1992    |
| 1992 | Notgonnachange Get in Touch with Yourself     | — | — | — | UK49 (2 Wo.)UK | — | Erstveröffentlichung: Juni 1992     |
| 1994 | La-La (Means I Love You) The Living Return    | — | — | — | UK37 (2 Wo.)UK | — | Erstveröffentlichung: August 1994   |

Weitere Singles
- 1985: Blue Mood
- 1991: Windmills of Your Mind
- 1995: Better Make It Better
- 1996: Now You're Not Here
- 1996: Heaven Only Knows
- 1997: Somewhere in the World
- 1997: We Could Make It Happen
- 1999: Who's Been Sleeping
- 2001: Through the Sky
- 2004: Love Won't Let You Down
- 2007: Secret Love
- 2007: Something Every Day

## Auszeichnungen für Musikverkäufe
| Goldene Schallplatte - Japan - 1997: für das Album Shapes and Patterns | Platin-Schallplatte - Japan - 1996: für das Album Best of |

Anmerkung: Auszeichnungen in Ländern aus den Charttabellen bzw. Chartboxen sind in ebendiesen zu finden.
| Land/RegionAuszeichnungen für Musikverkäufe (Land/Region, Auszeichnungen, Verkäufe, Quellen) | Silber  | Gold     | Platin     | Verkäufe | Quellen    |
| -------------------------------------------------------------------------------------------- | ------- | -------- | ---------- | -------- | ---------- |
| Japan (RIAJ)                                                                                 | —       | Gold1    | Platin1    | 300.000  | riaj.or.jp |
| Vereinigte Staaten (RIAA)                                                                    | —       | Gold1    | —          | 500.000  | riaa.com   |
| Vereinigtes Königreich (BPI)                                                                 | Silber1 | Gold1    | Platin1    | 600.000  | bpi.co.uk  |
| Insgesamt                                                                                    | Silber1 | 3× Gold3 | 2× Platin2 |          |            |